# Corales Puntacana Resort and Club Championship
El Corales Puntacana Resort and Club Championship es un torneo de golf realizado en República Dominicana siendo un torneo parte del PGA Tour y anteriormente del Web.com Tour. Se jugó por primera vez en 2016 en Puntacana Resort and Club, en la costa este de la Provincia de La Altagracia.
Después de dos años como evento del Web.com Tour, pasó a ser un evento alternativo del PGA Tour (frente al WGC Match Play en Texas), a partir de marzo de 2018. El primer evento del PGA Tour celebrado en República Dominicana, es similar en recompensas a otros eventos alternativos: 300 puntos de la Copa FedEx para el ganador, una exención del tour de dos años, 24 puntos OWGR, pero sin invitación al Torneo Mastes.
El evento inaugural en 2016 se llevó a cabo a principios de junio y luego se trasladó a principios de mayo de 2017.
Debido a la pandemia de COVID-19, el torneo de 2020 se pospuso hasta septiembre, cuando formaba parte de la temporada del PGA Tour 2020-21. También se elevó al estado completo de evento de puntos de la Copa FedEx, y el ganador recibió una invitación al Torneo Masters 2021.

## Ganadores
| Año  | Tour    | Ganador          | Puntaje | Al par | Margen de victoria | Segundo(s)                         |
| ---- | ------- | ---------------- | ------- | ------ | ------------------ | ---------------------------------- |
| 2021 | PGA     | Joel Dahmen      | 276     | −12    | 1 golpe            | Rafael Campos Sam Ryder            |
| 2020 | PGA     | Hudson Swafford  | 270     | −18    | 1 golpe            | Tyler McCumber                     |
| 2019 | PGA     | Graeme McDowell  | 270     | −18    | 1 golpe            | Mackenzie Hughes Chris Stroud      |
| 2018 | PGA     | Brice Garnett    | 270     | −18    | 4 golpes           | Keith Mitchell                     |
| 2017 | Web.com | Nate Lashley     | 268     | −20    | 1 golpe            | Augusto Núñez                      |
| 2016 | Web.com | Dominic Bozzelli | 264     | −24    | 4 golpes           | Blake Adams Roberto Díaz Sam Ryder |